# Community Art
Community art är konstverk placerade och sprungen ur samhällelig miljö. Verken karaktäriseras av interaktion och dialog med det omgivande samhället och kan uttryckas I vilka media eller former som helst. Artister samarbetar med samhälleliga sammanhang som vanligtvis inte engagerar konstuttryck. Begreppet Community Art definierades mot slutet av 1960-talet när praktiken blev allt vanligare i USA, Kanada, Nederländerna, Storbritannien, Irland och Österrike. I de skandinaviska länderna betyder begreppet ofta samtida konstprojekt.